# Miroslav Šik
Miroslav Šik (* 7. března 1953 Praha, Československo) je švýcarský architekt českého původu.

## Životopis

### Mládí
Miroslav Šik se narodil 7. března 1953 do rodiny Oty Šika a Lilly, rozené Grünfeldové v Praze. Vyrůstal v rodině komunistického funkcionáře, což přinášelo možnost cestování i další výhody. V době srpnové okupace 1968 byl ekonom Ota Šik s rodinou na dovolené v Jugoslávii a rozhodl se emigrovat do Švýcarska.
Miroslav Šik, jako syn politika a ekonoma Pražského jara, netrávil čas s rodiči v utečeneckém táboře. S podporou jugoslávského prezidenta Tita se dostali do Švýcarska. Krátce po příchodu do Basileje, měla rodina zajištěn vyšší životní standard než v Československu. Otec se stal pedagogem v Basileji a Manchesteru a později profesorem v St. Gallenu. Byl také žádanou mediální osobností na otázky východní Evropy.
V letech 1968 – 1972 navštěvoval Miroslav gymnázium v Basileji a v letech 1972 –1979 studoval architekturu na Spolkové vysoké technické škole, kde byl žákem Alda Rossiho. Po obhájení závěrečné práce a získání diplomu, působil jako asistent (1980 – 1983) na Institutu historie a teorie architektury ETH. Od roku 1983 do roku 1991 zde pracoval jako vědecký asistent Fabio Reinharta.
Počátkem 80. let 20. století se účastnil akcí anarchistů okolo Autonomes Jugend, byl také šéfredaktorem jejich časopisu Stiletto. Snažili se bojovat za emancipaci žen, legalizaci marihuany nebo rušili marxistická jednání studentských spolků. S dalšími anarchisty byl zatčen a strávil dva dny ve vězení.

### Architekt
V roce 1988 založil Miroslav Šik v Curychu vlastní studio – Architektbüro Šik. Věnuje se stavbě školek, turistických resortů, družstevního bydlení nebo přestavbám sakrálních budov. Od dob studií se zajímá a propaguje teorii analogické architektury, která vychází z lokálního kontextu. Stavba má být v souladu se svým okolím a bez vnějších efektů. Ve své analogické architektuře navazuje na myšlenky učitele Alda Rossiho. Jeho cílem bylo, aby architektura vycházela z kořenů civilizace a historie města, snažil se pro své projekty využívat základní elementární geometrické tvary.
Sametová revoluce 1989 zastihla Miroslava Šika na přednáškovém turné po zemích severní Evropy. Již 2. prosince vyrazil do Prahy, která byla v té době „centrem uvolněné morálky a svobody“. Miroslav Šik zjistil, že mu chybí prožití normalizačních let a důležité mezilidské vazby, byl zde cizincem. Přesto v letech 1990–1992 učil na Fakultě architektury ČVUT. Od roku 2018 vede Ateliér architektonické tvorby na pražské AVU. Jeho čeští žáci založili skupinu Nová česká práce (Martin Bambas, Tomáš Bernášek, Lenka Dvořáková, David Kraus, Ivan Kraus, Michal Kuzemenský, Juraj Matula, Magdalena Michaličková, Tomáš Palkovský, Dagmar Prášilová, David Průšek, Jitka Říhová, Richard Sidej, Adam Slabý, Luboš Svoboda, Jan Šépka, Lucie Vogelová).
Po pražském působení, přednášel Miroslav Šik na EPF Lausanne a v roce 1998 získal profesuru na ETH Curych.
Koncem 90. let se v Praze seznámil se svou ženou Kateřinou, má syna Jana. V České republice žije s rodinou. V Curychu pracuje a vede profesionální život.

### Významné projekty
- Katolické farní centrum St. Antonius ve švýcarském Eggu,
- speciální pedagogická škola s celodenní péčí v Curychu,
- obytné domy ve švýcarských městech Winterthuru, Haldensteinu či Zugu[6]

### Přednášková činnost
- 2018 – Miroslav Šik: Pouillon, Škola architektury při Akademii výtvarných umění v Praze
- 2019 – Cyklus přednášek o podobách současných měst pod názvy Big, Fun, Correct ve spolupráci s Centrem architektury a městského plánování (CAMP) – přednáší o městě, které je ovlivňováno koncentrací a zahušťováním; je také městem práce a sociálních interakcí, i ideálním městem, navrženém pro obyvatele všech vrstev včetně těch slabších.
- 2021 – Den švýcarské a české architektury[7]

### Výstavy
- 1991 –Analoge Architektur: Analogická architektura, Praha, Galerie Jaroslava Fragnera
- 2012 –Švýcarský pavilon na Bienále architektury v Benátkách[6]
- 2013 – Miroslav Šik – A nyní ansámbl!!!, České Budějovice, Galerie DU[8]